# 雪人 (傳說生物)
雪人（藏語：གཡའ་དྲེད，威利转写：g.ya' dred）是一種傳說在珠穆朗瑪峰活動的動物，是一種介於人與猿之間的神秘動物，至今尚未有確切的雪人標本提供研究。
根據當地村民傳說，雪人有自己的語言，分肉食性和植食性，肉食性的有襲擊人類及吃人或屍體的傳說，被認為是人類和猿人之間失去的連結。

## 歷史
1889年一位英國陸軍中校LA·沃德爾在錫金東北部發現雪人足跡，並寫成專書出版。1925年希臘攝影家托姆巴基在尼泊爾的賽姆冰河上目睹雪人，這是最早的西方人目擊事件，而雪人一詞開始使用。
1951年11月英國珠穆朗瑪峰登山隊員艾瑞克·西普頓（Eric Shipton）在高里三喀峰拍下第一張雪人清晰的腳印的照片，這是雪地上留下來的腳印，長有45公分，寬32公分，有五根指頭，三小兩大，腳後跟平坦，拇指很大向外張開。1986年3月，英國人安索尼在喜馬拉雅山雪地遇見雪人，身高約180公分，全身長著黑毛。安索尼用相機拍攝下來。
1960年韓德卿將一塊雪人頭皮帶回英國，經鉴定所謂的雪人頭皮是用羚羊皮偽造的，但也有專家認為只是類似羚羊皮的結構，仍有猿的成份。但意大利著名登山家萊因霍爾德·梅斯納在2000年宣稱雪人只是棕熊的誤傳。2013年，英国牛津大学人类遗传学专家布赖恩·赛克斯教授聲稱，DNA樣本檢測顯示，這種神秘生物可能是北極熊和棕熊雜交出的一個亞種。

## 目擊案例

### 19世纪前
根据H. Siiger的记载，在佛教出现之前，喜马拉雅雪人曾被喜马拉雅地区的几个民族信奉。他说，雷布查人尊奉一个覆盖冰雪的生物为狩猎之神。他曾报道过，当地某些密教徒曾经在神秘的仪式中使用过“野人”的血，这些所谓“野人”被描述为类似猿类的生物，使用大石块作为武器，并能发出呼啸声。

### 19世纪
1832年，詹姆士.普林塞普在其著作《孟加拉的亚洲社会日志》中发表了探险家霍奇森在尼泊尔北部的冒险经历，他的当地向导发现了一个高大的、两足行走、长满黑发的生物，正惊慌的逃离。霍奇森推断说那应该是一只大猩猩。
1899年劳伦斯.沃德尔的著作《在喜马拉雅山间》曾有关于脚印的记载。沃德尔称他的向导描述是一只长得像猿类的生物留下了那些脚印，而不是他之前所认为的熊。沃德尔曾听说过关于两足行走的类猿生物的故事，但在书中他写到：“在我曾经询问的藏民中，没有一个人能给我一个可信的案例，很多的调查最终结果通常都是人们口口相传的故事。”

### 20世纪
随着西方旅行者越来越常涉足藏地的山区，20世纪早期关于雪人的报導明显增多起来。
1925年，皇家摄影协会摄影师N.A. Tombazi写到他在海拔一万五千英尺约4600米的賽姆冰河附近看到一只不明生物，身高大约180厘米到270厘米之间，外形酷似人类。
1953年12月31日，一支英国探险队全副武装到达印度，准备前往尼泊尔，寻找神秘的庞然大物雪人。六个月前，首领埃德蒙·希拉里和他的夏尔巴人向导丹增诺吉，在攀登珠穆朗玛峰的路上，曾经发现过巨大的脚印。他们坚信：雪人一定会再次出现。
1954年3月19日，《每日郵報》刊登了一篇文章，讲述考察队在潘波切寺庙发现的据称是从雪人头盖骨上取得的毛发样本。这些毛发样本在暗灯光下为深棕色，在日光下则像狐狸毛一样显示为红色。
1957年初，一名富有的美国石油大亨汤姆.斯力克资助了几个雪人考察队，据说在1959年收集到了雪人粪便，并在粪便中发现了不明寄生虫。
1959年，演员詹姆斯·史都华被报道在访问印度时曾试图偷运雪人尸体碎块，被称之为“潘波切”之手。他把碎块藏在行李中，从印度飞往伦敦。
1996年，曾经有一个著名的关于雪人行走的录像风靡一时，后被证实是派拉蒙影業公司为了一个电视节目而编造的。

### 21世纪
2019年4月29日，印度军方声称印军登山探险队同年4月9日在马卡鲁营地附近发现雪人脚印。

## 相關動物
- 喜瑪拉雅棕熊
- 亞洲黑熊
- 棕熊
- 狼
- 老虎
- 豹貓
- 雪豹
- 狐狸
- 巨猿

## 圖像

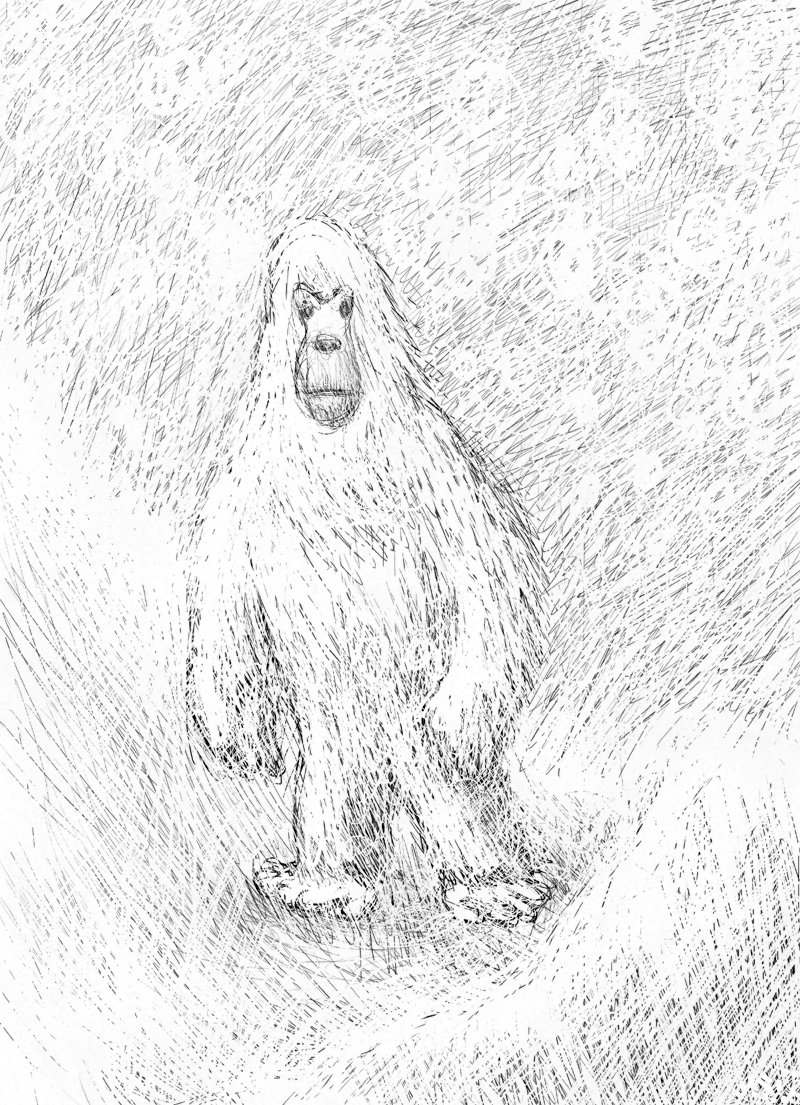
雪人想像圖
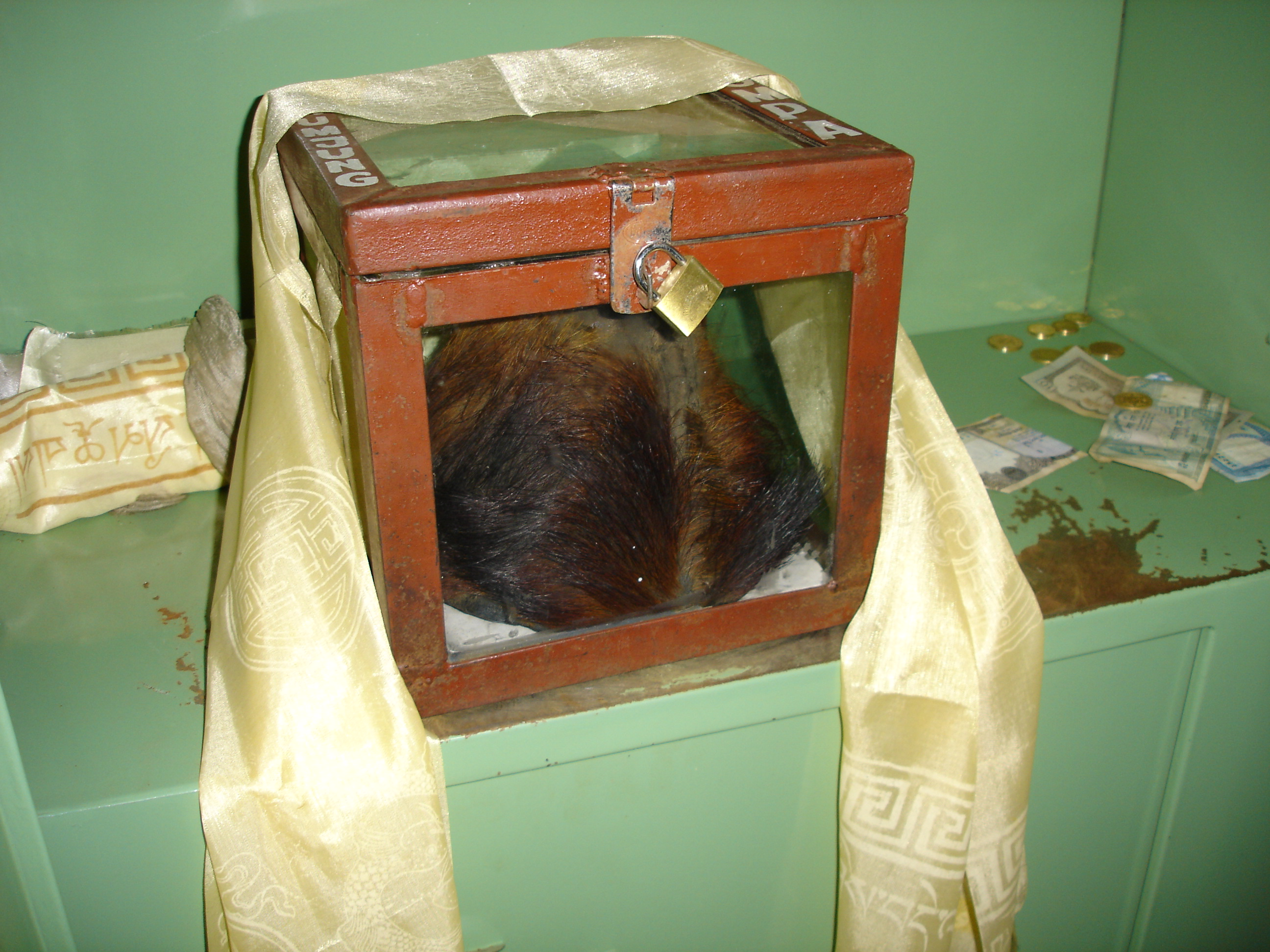
尼泊爾昆瓊寺廟收藏的所謂「雪人」頭皮
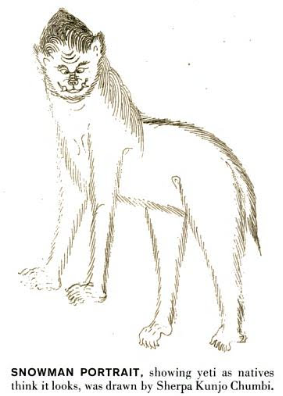
當地人繪製的雪人想像圖

## 參看
- 野人

## 外部連結
- Yeh-teh "that thing out there"
- Yeti: Abominable Snowman of the Himalayas （页面存档备份，存于）
- Swedish Yeti Association （瑞典文）
- Yeti, The Abominable Snowman （页面存档备份，存于） 从 Occultopedia
- A theory of Yeti （页面存档备份，存于） （法文）
- The Cryptid Zoo: Yeti （页面存档备份，存于）
- Migo （页面存档备份，存于）